# Островское (Харьковская область)
Островское (укр. Островське), село,
Чернещинский сельский совет,
Боровский район,
Харьковская область.
Код КОАТУУ — 6321084507.
Село ликвидировано в 2001 году .

## Географическое положение
Село Островское находится у истоков безымянной речушки, которая через 5 км впадает в реку Жеребец (правый приток).

## История
- 2001 — село ликвидировано [1].